# La Bande à Mozart
La Bande à Mozart est une série télévisée d'animation franco-espagnole en 26 épisodes de 23 minutes, réalisée par Christian Choquet diffusée à partir du 7 septembre 1996 sur France 3 dans l'émission Les Minikeums. La série a été produite par Marathon Productions, BRB International et TV Española.

## Synopsis
La série tourne autour d'une bande d'adolescents qui jouent de la musique surnommés Mozart, Beethoven, Chopin et Verdi.

## Distribution

### Voix françaises
- Fabienne Loriaux
- Guylaine Gilbert
- Sylvain Goldberg

## Épisodes
1. Embrouille en 1re partie
2. La Berceuse
3. La Lettre à Élise
4. Aïda
5. La Valse de Pimpès
6. La Déception de Beethoven
7. Le Blues de Chopin
8. Au revoir professeur Solfa
9. Joyeux anniversaire Monsieur Col
10. La Traviata
11. Nos arbres
12. Drake le magicien
13. La Maison des inventions
14. La Traviata en péril
15. Un tag pas ordinaire
16. Pizza bouffonne
17. Un spectacle magique
18. Zique de nuit
19. On a volé Pimpès
20. L'Enfant de la rue
21. Quatre petits anges
22. Mazurka pour un champion
23. Blacky perd la tête
24. La Fille cachée
25. L'Héritage de Valentin
26. Opéra délirium